# Gallus (cognomen)
Gallus was een cognomen in het Romeinse Rijk.
Er zijn drie betekenissen:
- Verwijzing naar een inwoner van Gallië, een Keltisch gesprekend persoon, of een persoon die als Kelt wordt beschouwd.
- Verwijzing naar de Galli, priesters van Rhea-Cybele.
- Het woord gallus betekent 'haan' en werd later het symbool van Gallië.

De naam was zeer populair in de Gens Volumnia, waar het gepaard ging met het agnomen Amintinus.
Bekende dragers van dit cognomen zijn:
- Marcus Fadius Gallus
- Gaius Aquillius Gallus
- Gaius Asinius Gallus
- Gaius Cestius Gallus
- Gaius Cornelius Gallus
- Aulus Didius Gallus
- Aulus Didius Gallus Fabricius Veiento
- Marcus Fadius Gallus
- Gaius Lucretius Gallus
- Quintus Ogulnius Gallus
- Quintus Roscius Gallus
- Gaius Sulpicius Gallus
- Gaius Vibius Trebonianus Gallus (agnomen)
- Lucius Cossonius Gallus
- Publius Volumnius Gallus Amintinus